# Druhé Mexické císařství
Mexické císařství (španělsky Imperio Mexicano) je název zaniklého státu na území Mexika letech 1822–1823 a 1864–1867. Druhé Mexické císařství je předchůdcem dnešního Mexika.

## Druhé mexické císařství

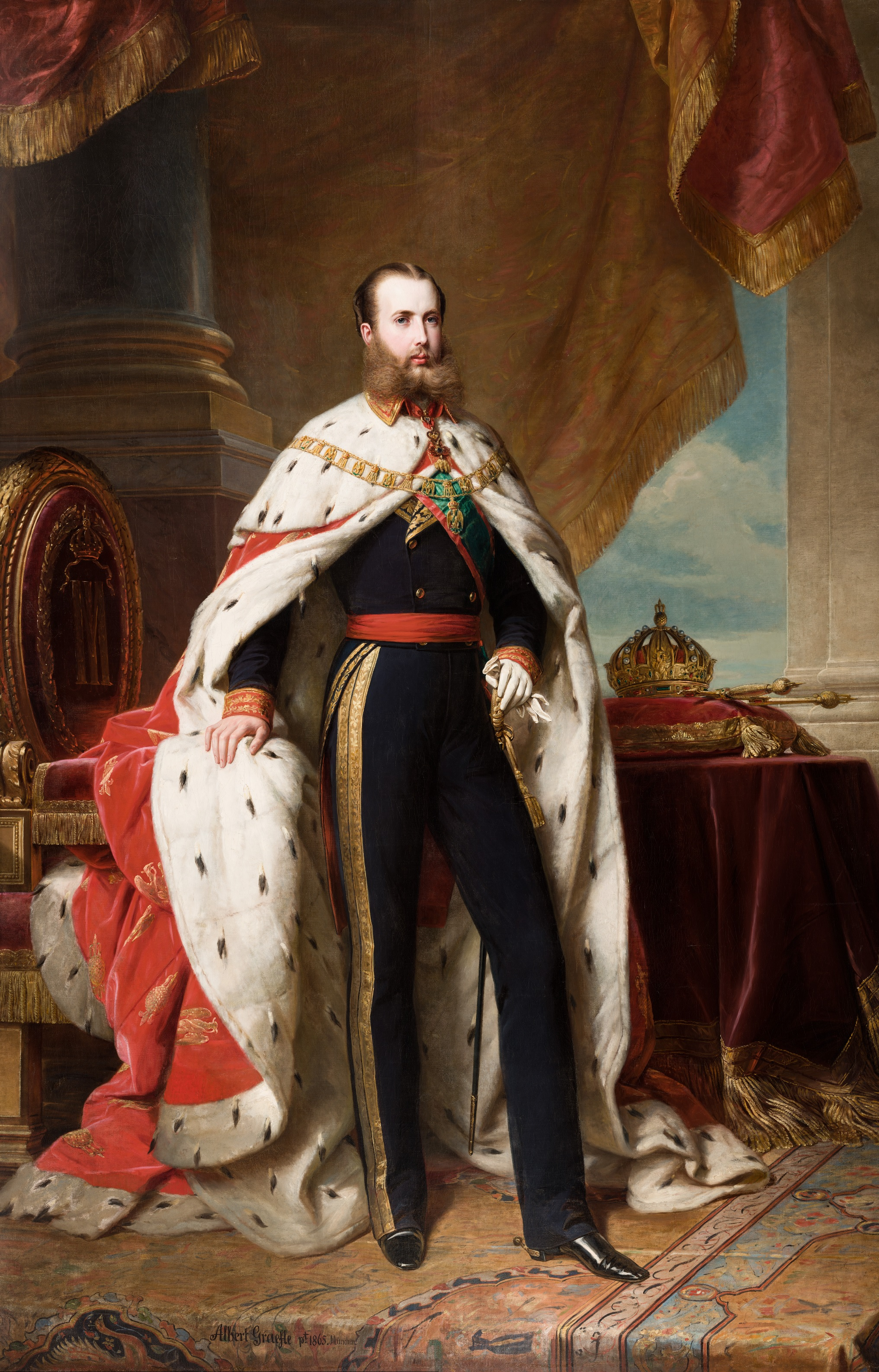
Portrét Maxmiliána I., obraz Franze Xavera Winterhaltera

V roce 1859 se na liberálně smýšlejícího Maxmiliána, arcivévodu rakouského a zároveň bratra císaře Františka Josefa I. poprvé obrátili mexičtí konzervativci vedení yucatánským právníkem José Mariou Gutiérrezem, kteří po své porážce v občanské válce v Mexiku roku 1860 žili v evropském exilu, s návrhem, aby se stal mexickým vládcem. Jejich nabídku nejprve nepřijal a jeho rodina jej od mexické koruny zrazovala. Nicméně po francouzské intervenci do Mexika armáda Napoleona III. pod velením generála Elieho Foreye dobyla Ciudad de México a vyhlásila císařství, Maxmilián dychtící po možnosti zapsat se do historie jako velký panovník a podporovaný ambiciózní manželkou Charlottou, nabídku přijal. Jakmile se Maxmilián pro nějakou myšlenku nadchnul, bylo takřka nemožné mu, třeba i rozumnými argumenty, velkolepé plány rozmluvit. Nedal na varování Anglie ani amerického velvyslance, odmítl i možnost ucházet se o spíše nadějný polský nebo řecký trůn. Naději v něm vzbuzovaly úspěchy francouzských intervenčních sborů, kterým velel schopný maršál François Achille Bazaine, a kterým se podařilo 7. června 1863 dobýt hlavní město Ciudad de Mexiko a zahnat republikánskou armádu na sever a tak roku 1863 korunu přijal. 3. října 1863 nabídla delegace mexické prozatímní vlády Maxmiliánovi oficiálně mexický trůn. 9. dubna 1864 podepsal Maxmilián, pod nátlakem Františka Josefa, rodinnou smlouvu, ve které se před svědky vzdal nástupnictví na trůn a 10. dubna 1864, po složení slavnostní přísahy, se stal Maxmiliánem I., císařem mexickým. Jeho manželka Charlotta poté začala být titulována jako Její císařské veličenstvo císařovna Charlotta.

### Maxmilián I. mexickým císařem a jeho vláda

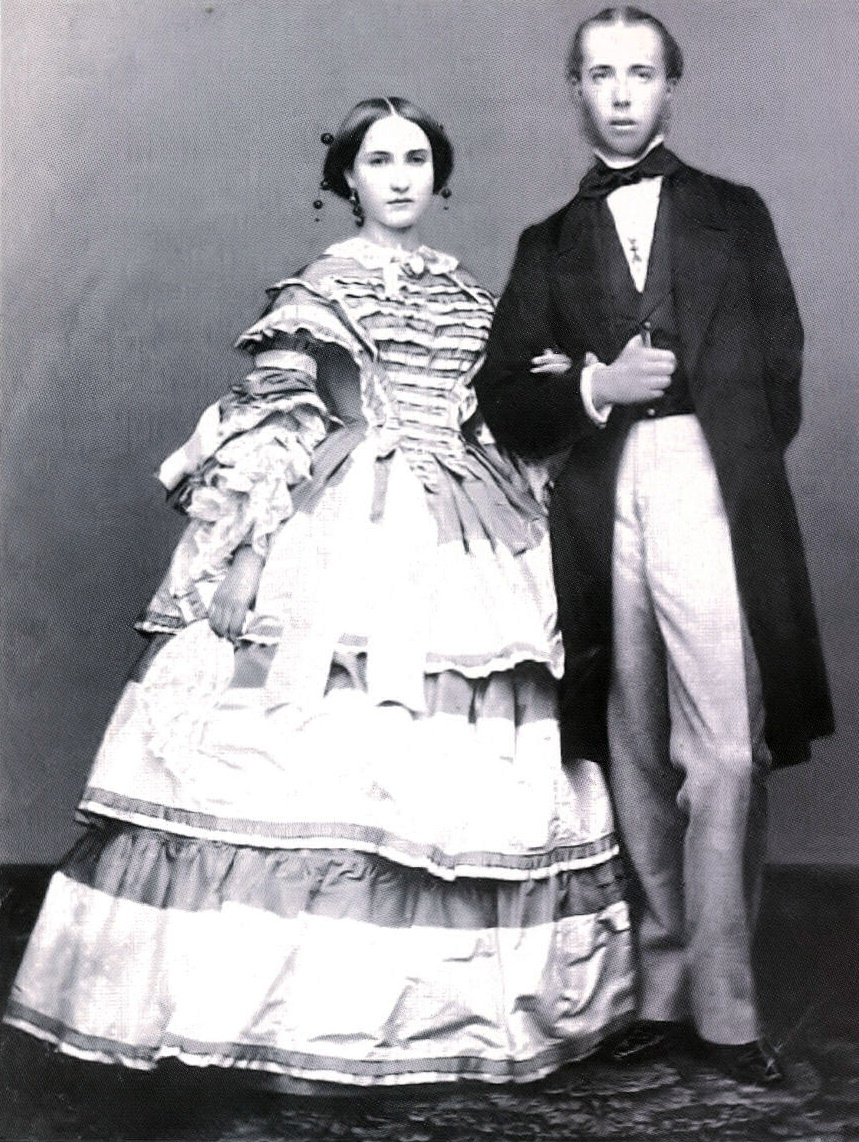
Maxmilián Habsburský a Charlotta Belgická

Maxmilián vystoupil z plachetnice Novara na americkou půdu v mexickém Veracruzu dne 28. května 1864. S sebou přivezl dobrovolnickou armádu pod velením generálmajora Franze Thun-Hohensteina složenou ze žoldnéřů všech možných národností, včetně Čechů.  Od počátku čelil pokračující válce mezi francouzským expedičním sborem a republikánskými povstalci vedenými Benito Juárezem, kteří odmítli uznat Maxmiliánovu vládu.
Císařský pár si za své sídelní město zvolil Ciudad de México, kam slavnostně vstoupil měsíc po svém přistání v Mexiku a kde se nechal přivítat francouzskými vojáky a svými mexickými stoupenci. Za svou rezidenci si zvolil Chapultepecký hrad, který stál na vrcholu chapultepeckého kopce a kdysi býval zátiším aztéckých vládců a později sídlem španělských místokrálů. Císař Maxmilián nechal postavit širokou cestu od svého paláce až do centra Ciudad de México, která se původně jmenovala Paseo de la Emperatriz (česky Císařská třída), dnešní slavná Paseo de la Reforma (Třída Reforem) a měl v plánu nechat se slavnostně korunovat v Metropolitní katedrále v Ciudad de México, ale korunovace se nikdy neuskutečnila kvůli neustálé politické nestabilitě Maxmiliánova režimu. Římskokatolická církev na císaři žádala navrácení svých privilegií, která jí odňal Juárezův režim, to však Maxmilián odmítl, čímž si církev proti sobě popudil a ta také nadále podkopávala jeho autoritu.

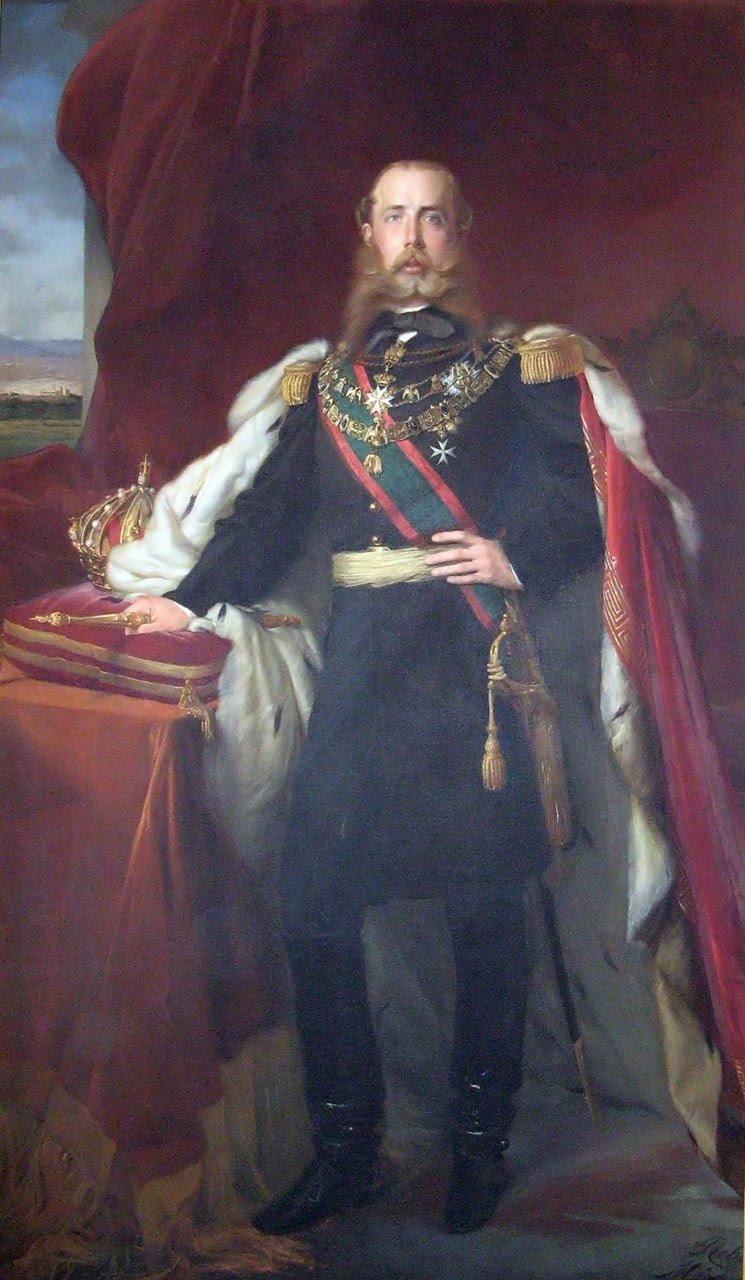
Císař Maxmilián

Protože Maxmilián a Charlotta neměli děti, adoptovali Agustína de Iturbide y Greena a jeho bratrance Salvadora de Itúrbide y de Marzána, oba byli vnuci popraveného vládce Prvního mexického císařství Agustína de Iturbide, který vládl Mexiku jako císař krátce ve dvacátých letech 19. století. Mladí Augustínové dostali titul Jeho výsost, princ iturbidský a byli určeni jako dědici trůnu.
Ke zděšení svých konzervativních stoupenců Maxmilián podpořil několik liberálních politických kroků navržených Juárezovou administrativou, např. pozemkovou reformu, náboženskou svobodu a rozšíření volebního práva nejen na vlastníky velkých pozemků. Zpočátku měl císař v úmyslu Juáreze amnestovat, pokud mu republikánský vůdce odpřisáhne věrnost, tohle však Benito Juárez odmítl. V říjnu 1865 vydal Maxmilián tzv. „černý zákon“, kterým nařídil všechny Mexičany věrné Juárezovi zastřelit, v reakci na praktiky povstalců, kteří zabíjeli royalisty věrné císaři. Za dobu platnosti tohoto zákona bylo popraveno na dvacet tisíc lidí, což ještě více rozbouřilo proticísařovskou opozici a znechutilo některé konzervativní Maxmiliánovy stoupence.

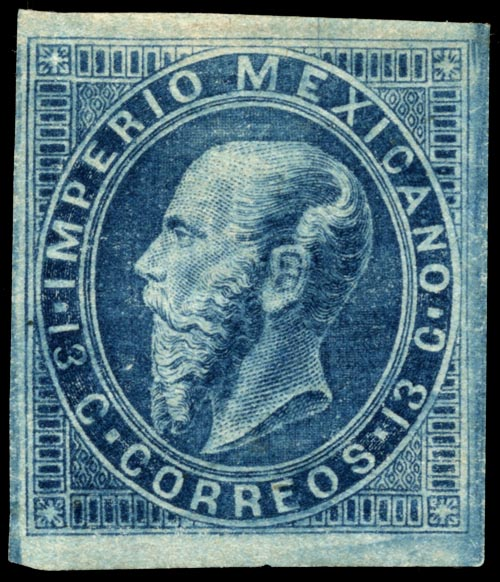
Mexická známka z roku 1866 s portrétem císaře Maxmiliána

Poté, co v roce 1865 skončila Americká občanská válka mezi Unií a Konfederací, znovusjednocené Spojené státy americké začaly podporovat Juárezovy povstalce. Roku 1866 hrozba Maxmiliánovy abdikace byla zjevná i v zahraničí. Toho roku Napoleon III. vzhledem k odporu Mexičanů i americkému tlaku pod vlivem Monroeovy doktríny stáhnul francouzský expediční sbor, ale pravý důvod stažení francouzského kontingentu z Ameriky bylo posílení armády v Evropě v nastávajícím konfliktu s Bismarckovým Německem. Císařovna Charlotta odcestovala do Evropy, aby hledala podporu pro svého manžela nejprve v Paříži, poté ve Vídni a nakonec v Římě u papeže Pia IX. Její úsilí vyšlo naprázdno a vyústilo v psychické zhroucení a do Mexika se již nikdy nevrátila. Poté, co byl její manžel v Mexiku vítěznými republikány popraven, strávila zbytek života v ústraní, nejprve v Miramarském zámku poblíž Terstu a poté v hradu Bouchout v Miese, kde 19. ledna 1927 zemřela. Od té doby celý život u sebe nosila Maxmiliánovu figurku, kterou oslovovala „můj milý Maxi, mexický císaři…“

### Pád druhého mexického císařství

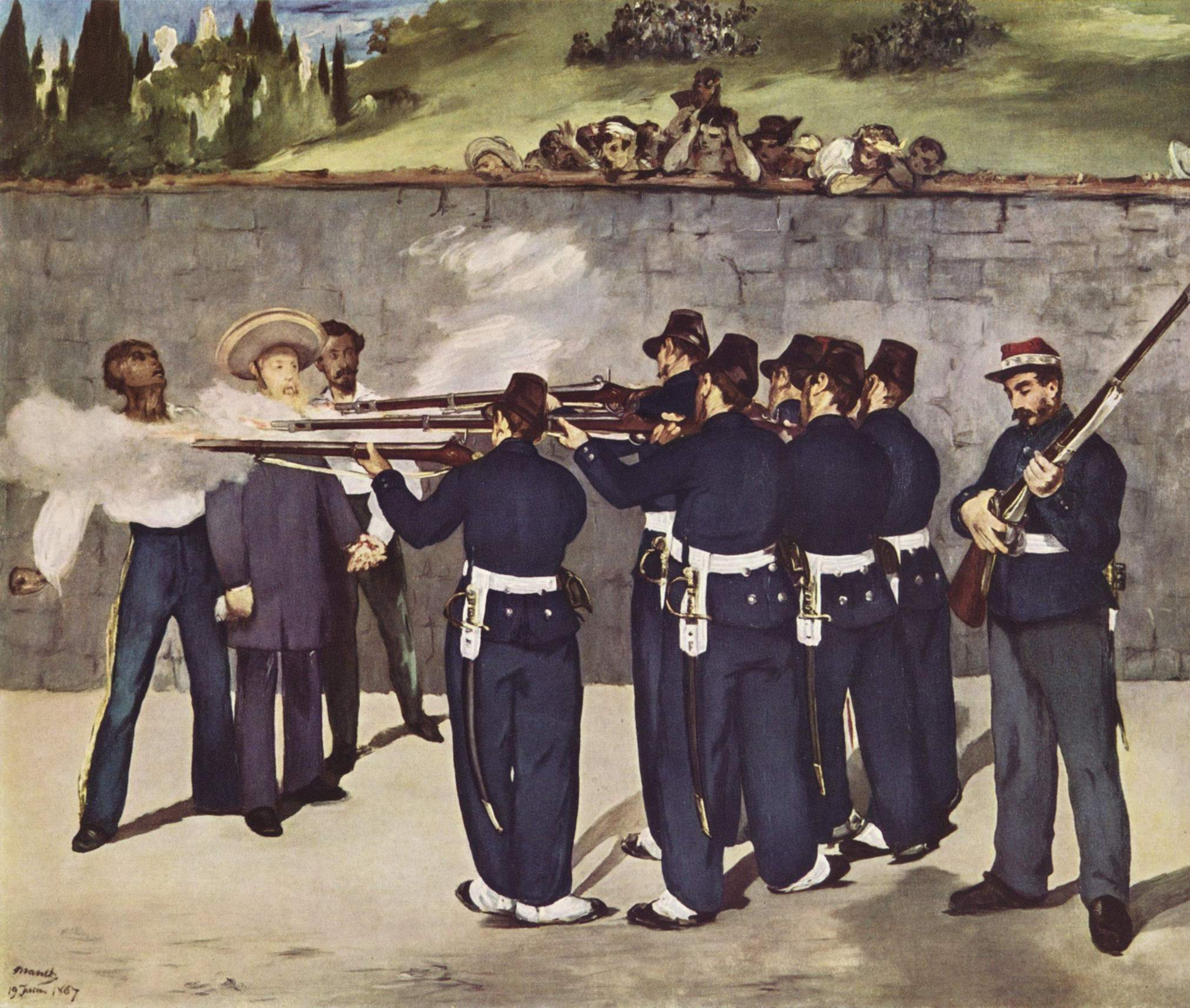
Edouard Manet: Poprava císaře Maxmiliána, vedle něho generál Miramón (po císařově levé ruce) a Mejía

Ačkoliv ke stažení z Mexika byl Napoleon III. donucen, jeho ústup znamenal těžkou ránu pro Mexické císařství. Maxmilián byl donucen se svými stoupenci uprchnout z Ciudad de México, aby si zachránil alespoň život. 19. ledna 1867 obsadil město Queretaro a opevnil se v klášteře de la Cruz. V klášteře de la Cruz císaře a velitele jeho gardy plukovníka Miguela Lópeze obklíčil Juárezův generál Escobena. Navzdory pokusu Maxmiliánových věrných generálů Miguela Miramóna a Tomáse Mejíi osvobodit císaře z obklíčení, padl po dvouměsíčním obléhání díky zradě plukovníka Lópeze klášter do rukou republikánům. Maxmilián byl zajat a postaven před válečný soud. Ten císaře, spolu oběma jeho generály Miramónem a Mejíou, odsoudil k trestu smrti. Evropští panovníci, mnoho osobností (například francouzský spisovatel Victor Hugo, či italský revolucionář a dobrodruh Giuseppe Garibaldi) a dokonce i americký prezident žádali ušetření Maxmiliánova života, rakouský dvůr nabízel výkupné, znovu nastolený prezident Benito Juárez se však pod rozsudek podepsal.
Rozsudek byl vykonán 19. června 1867 v Cerro de las Campanas. Maxmiliánovým posledním přáním bylo poslechnout si ještě jednou melodii La Palomy, kterou si zamiloval během námořní služby v mládí. Před popravou mu věznitelé sdělili, že jeho žena Charlotta v Evropě zemřela, aby nemusel trpět vědomím, že žije, ale je psychicky vyšinutá. Popravčí četa jeho i oba generály zastřelila ještě před tím, než dozněla melodie La Palomy. Jeho poslední slova byla:

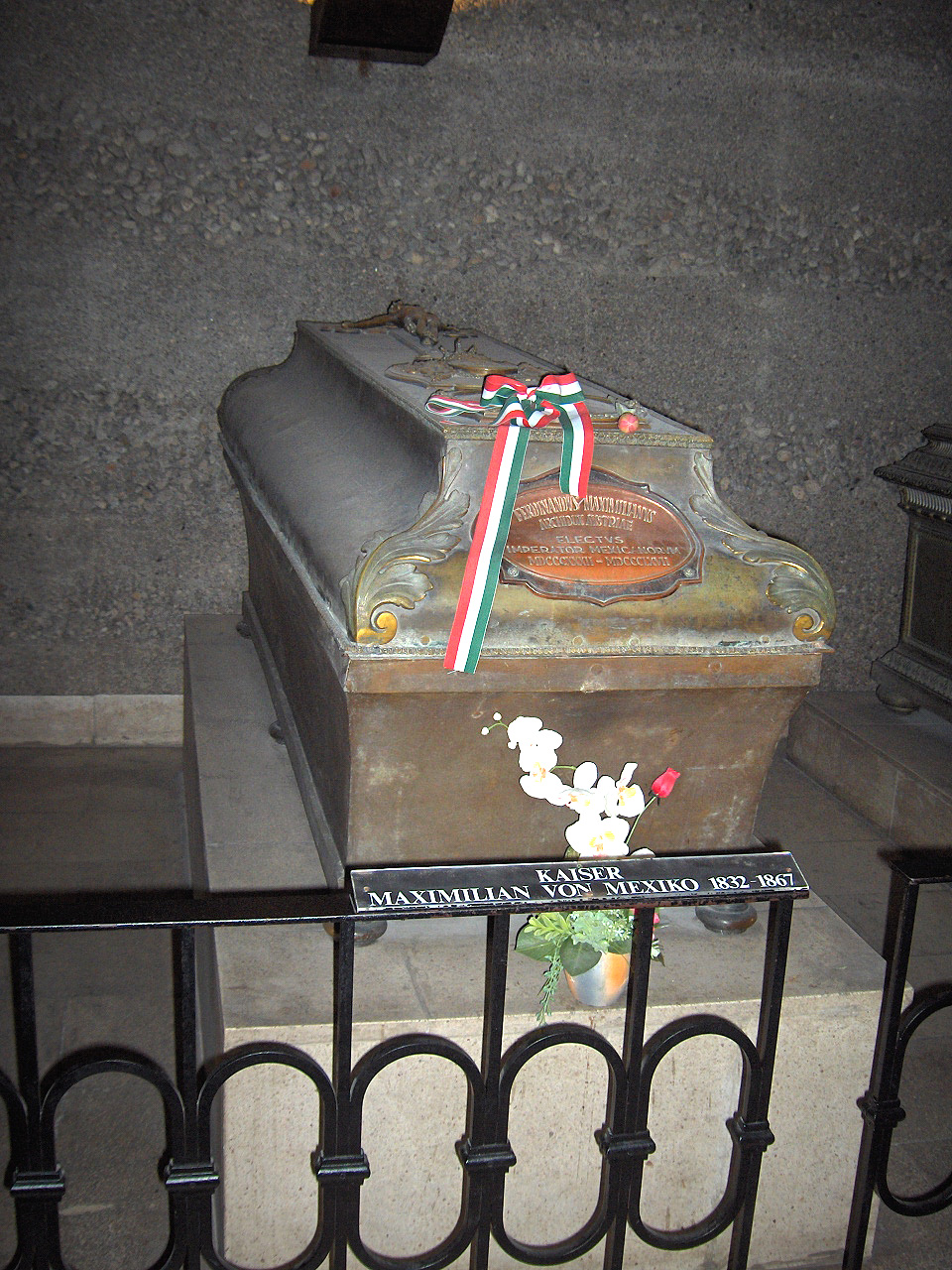
Maxmiliánův hrob, Vídeň

„Mexicanos! Muero por la causa de México. No dejen que nadie pise sus ideales, ni sus derechos más sagrados. Espero que la sangre de este mexicano sea la última que se derrame. Viva México!“
Český překlad: „Mexičané! Umírám pro Mexiko. Nedopusťte, aby někdo pošlapal vaše ideály a vaše nejsvětější práva. Doufám, že tato krev bude poslední, která byla prolita. Ať žije Mexiko!“
Maxmilián podplatil vojáky, kteří ho měli zastřelit, aby ho nestříleli do hlavy, aby se mu jeho matka mohla podívat do tváře. Zatímco generálové byli po sprše kulek okamžitě mrtví, Maxmilián první dávku přežil a musel dostat „ránu z milosti“. Maxmiliánovo tělo bylo v Mexiku nabalzamováno, aby ho v listopadu 1867 na lodi Novara převezl admirál Wilhelm von Tegetthoff do Rakouska, kde byl pohřben ve vídeňských císařských hrobkách.

## Seznam mexických císařů

### První mexické císařství
- 1822–1823: Agustín I. – sesazen a později popraven vzbouřenci

### Druhé mexické císařství
Dynastie: Habsbursko-Lotrinská
- 1864–1867: Maxmilián I. Mexický – sesazen a popraven republikánskými vzbouřenci

### Titulární mexičtí císařové
- 1867–1925: Agustín de Iturbide y Green – adoptovaný syn Maxmiliána I., vnuk císaře AgustínaI., běžně znám jako Agustín III.
- 1925–1949: Maria Josepha Sophia de Iturbide dcera Salvadora de Iturbide y de Marzána (byl také vnuk císaře Agustína I.).
- 1949–současnost: Maximilian von Götzen-Itúrbide.